# 千若町
千若町（ちわかちょう）は、神奈川県横浜市神奈川区の町名。住居表示未実施で、現行行政地名は千若町1丁目から千若町3丁目（字丁目）。人口はごくわずかである

## 地理

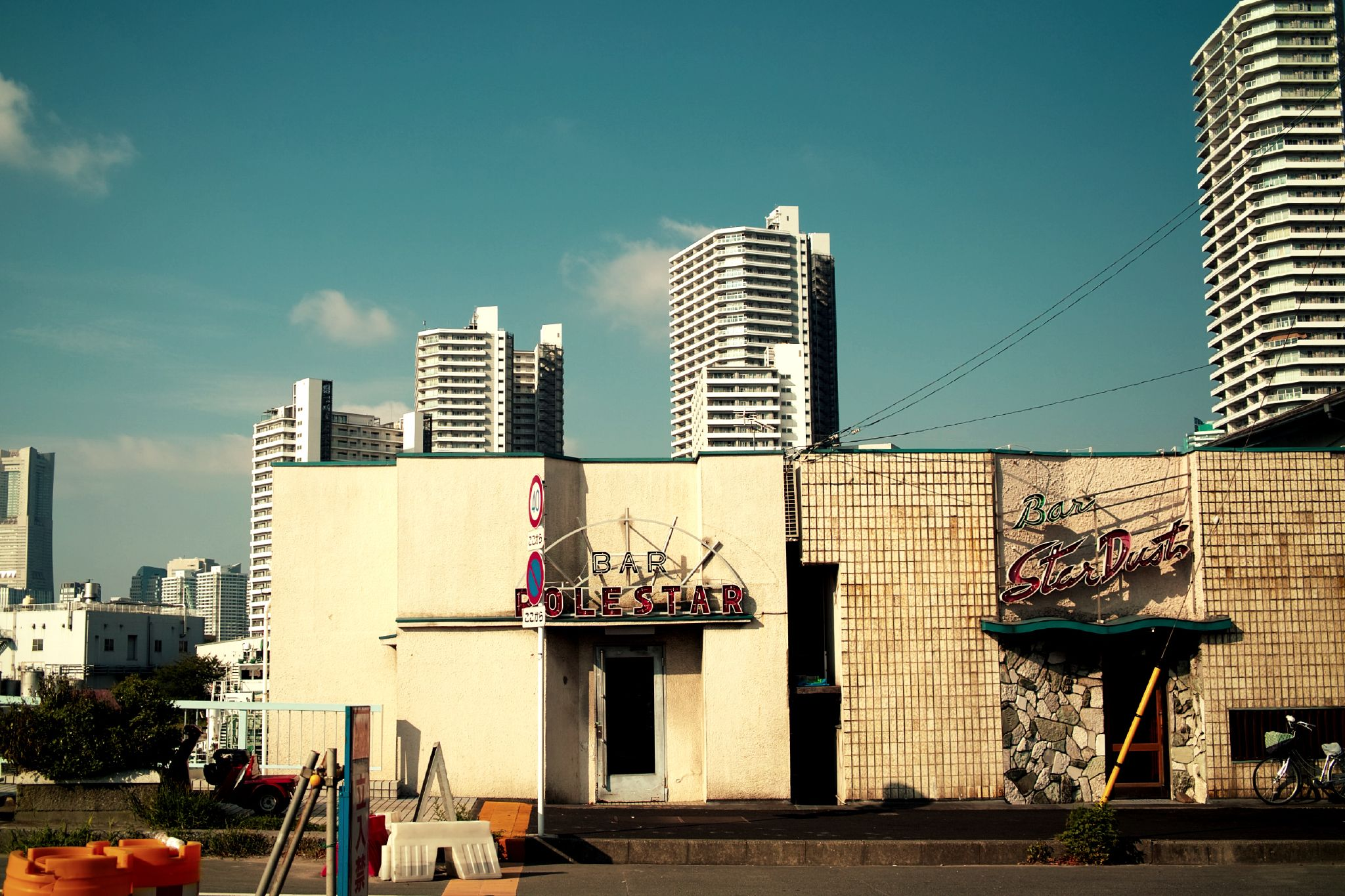
Bar StarDustは千若町にある

神奈川区東部の臨海部に位置する。「入」字形に入江川派川および常盤川が流れ、交点の西が1丁目、南が2丁目、東が3丁目となっている。1丁目北側を首都高速横羽線、2・3丁目を東海道貨物線が通り、東高島駅がある。千若町1〜3丁目を合わせた面積は0.419km2。
1・2丁目にはかつて東海道本線の東神奈川駅から延びていた貨物支線の海神奈川駅があり、1丁目の跡地の大部分は下水処理場となっている。首都高速横羽線の東京方面からの東神奈川出口があり、京急本線京急東神奈川駅およびJR京浜東北線・横浜線東神奈川駅に近い。2丁目の中央には運河が流れており、北東側はニップンの工場や在日米軍の倉庫、南西側は三井倉庫や日塩の倉庫がある。海側には瑞穂町・鈴繁町（瑞穂埠頭）へ渡る瑞穂橋が架かっており、瑞穂橋のすぐ近くにはドラマや映画のロケ地として知られるBar StarDustがある。また、コットンハーバー地区（橋本町）方面へは瑞穂大橋が架かっている。3丁目には日本製粉やケイヒンの倉庫がある。内陸側の新浦島町および海側の出田町とは陸続きであるが、入江川派川対岸の千若町1・2丁目には東海道貨物線以外の橋は架かっていない。

### バス路線
横浜市営バス48系統の千若町1丁目停留所および千若町2丁目停留所がある。平日朝2往復のみに減便されていたが、2022年10月1日以降は平日18往復、土休日6往復となっている。

## 歴史
1907年（明治40年）から1911年にかけて横浜倉庫株式会社により埋立が行われ、1912年（明治45年）3月12日に千若町が新設された。町名は横浜倉庫初代会長の千坂高雅と専務取締役の若尾幾造から一文字ずつ採られている。1912年（大正元年）10月22日、1920年（大正8年）7月8日にも埋立地を編入している。

## 世帯数と人口
横浜市の統計では秘匿扱いとなっているが、国勢調査では集計されている。

### 人口の変遷
国勢調査による人口の推移。
| 年                 | 人口        |
| ------------------ | ----------- |
| 1995年（平成7年）  | 80          |
| 2000年（平成12年） | 72          |
| 2005年（平成17年） | 45          |
| 2010年（平成22年） | 24          |
| 2015年（平成27年） | 0(秘匿扱い) |
| 2020年（令和2年）  | 20          |

### 世帯数の変遷
国勢調査による世帯数の推移。
| 年                 | 世帯数      |
| ------------------ | ----------- |
| 1995年（平成7年）  | 58          |
| 2000年（平成12年） | 59          |
| 2005年（平成17年） | 31          |
| 2010年（平成22年） | 16          |
| 2015年（平成27年） | 0(秘匿扱い) |
| 2020年（令和2年）  | 12          |

## 学区
市立小・中学校に通う場合、学区は以下の通りとなる（2024年11月時点）。
| 丁目        | 番地 | 小学校               | 中学校               |
| ----------- | ---- | -------------------- | -------------------- |
| 千若町1丁目 | 全域 | 横浜市立神奈川小学校 | 横浜市立浦島丘中学校 |
| 千若町2丁目 | 全域 | 横浜市立神奈川小学校 | 横浜市立浦島丘中学校 |
| 千若町3丁目 | 全域 | 横浜市立神奈川小学校 | 横浜市立浦島丘中学校 |

## 事業所
2021年（令和3年）現在の経済センサス調査による事業所数と従業員数は以下の通りである。
| 丁目        | 事業所数 | 従業員数 |
| ----------- | -------- | -------- |
| 千若町1丁目 | 5事業所  | 60人     |
| 千若町2丁目 | 23事業所 | 493人    |
| 千若町3丁目 | 18事業所 | 572人    |
| 計          | 46事業所 | 1,125人  |

### 事業者数の変遷
経済センサスによる事業所数の推移。
| 年                 | 事業者数 |
| ------------------ | -------- |
| 2016年（平成28年） | 43       |
| 2021年（令和3年）  | 46       |

### 従業員数の変遷
経済センサスによる従業員数の推移。
| 年                 | 従業員数 |
| ------------------ | -------- |
| 2016年（平成28年） | 1,376    |
| 2021年（令和3年）  | 1,125    |

## その他

### 日本郵便
- 郵便番号 : 221-0825[2]（集配局：神奈川郵便局[16]）

### 警察
町内の警察の管轄区域は以下の通りである。
| 丁目        | 番・番地等 | 警察署       | 交番・駐在所     |
| ----------- | ---------- | ------------ | ---------------- |
| 千若町1丁目 | 全域       | 神奈川警察署 | 東神奈川駅前交番 |
| 千若町2丁目 | 全域       | 神奈川警察署 | 東神奈川駅前交番 |
| 千若町3丁目 | 全域       | 神奈川警察署 | 神奈川通交番     |